# Sūk Qazqān
Sūk Qazqān (persiska: سوك قَرقان, سوخگاكون, سوك, سوكِِ قَزقَن, سوكِ قَزقان, Sūk Qarqān, سوك قزقان) är en ort i Iran.   Den ligger i provinsen Markazi, i den centrala delen av landet, 270 km sydväst om huvudstaden Teheran. Sūk Qazqān ligger 2 121 meter över havet och antalet invånare är 604.
Terrängen runt Sūk Qazqān är kuperad åt nordost, men åt sydväst är den platt.Runt Sūk Qazqān är det ganska tätbefolkat, med 67 invånare per kvadratkilometer. Närmaste större samhälle är Modābād, 16,2 km sydväst om Sūk Qazqān. Trakten runt Sūk Qazqān består i huvudsak av gräsmarker.